# Superliga de Grecia 2012-13
La temporada 2012-13 fue la 54.ª edición de la Superliga de Grecia, la máxima competición futbolística de Grecia. El Olympiacos es el actual defensor del título.
El Platanias es un equipo recién ascendido esta temporada, por primera vez juega en la Super Liga de Grecia tras ascender rápidamente de las anteriores ligas.
Al final de la temporada, el club campeón se clasificará para la Liga de Campeones de la UEFA 2013-14, mientras que el club ganador de los playoffs jugará la tercera ronda de la misma competición. Los equipos que acaben en segundo y tercer lugar en los playoffs se clasificarán para la fase de clasificación de la UEFA Europa League 2013-14.
La temporada finalizó con el descenso de categoría del AEK Atenas por primera vez en su historia de 89 años.

## Ascensos y descensos
| Pos. | de Superliga de Grecia 2011-12 |
| ---- | ------------------------------ |
| 14.º | Ergotelis                      |
| 15.º | Panetolikos                    |
| 16.º | Doxa Drama                     |

| Pos. | de Beta Ethniki 2011-12 |
| ---- | ----------------------- |
| 1.º  | Panthrakikos            |
| 2.º  | Veria                   |
| 5.º  | Platanias (promoción)   |

## Equipos y estadios
| Equipo                                       | Ciudad             | Entrenador                | Estadio                                   | Aforo  | Marca        | Patrocinador principal |
| -------------------------------------------- | ------------------ | ------------------------- | ----------------------------------------- | ------ | ------------ | ---------------------- |
| AEK Atenas                                   | Atenas             | Ewald Lienen              | Estadio Olímpico de Atenas "Spyros Louis" | 69.618 | Puma         | Kino                   |
| Aris Salónica                                | Salónica           | Giannis Michalitsos       | Estadio Kleanthis Vikelidis               | 22.800 | Under Armour | Kino                   |
| Asteras Tripolis                             | Trípoli            | Sakis Tsiolis             | Estadio Asteras Tripolis                  | 6.430  | Nike         | Lotto                  |
| Atromitos                                    | Peristeri, Atenas  | Nikos Anastopoulos        | Estadio Peristeri                         | 8.939  | Hummel       | Lotto                  |
| Kerkyra                                      | Kerkyra            | Giannis Papakostas        | Estadio Kerkyra                           | 2.685  | Lotto        | Tzoker                 |
| Levadiakos                                   | Lebadea            | Georgios Paraschos        | Estadio Levadias                          | 6.500  | Hummel       | Extra 5                |
| OFI                                          | Heraklion          | Giannis Petrakis          | Estadio Theodoros Vardinogiannis          | 9.088  | Nike         | Races                  |
| Olympiacos                                   | El Pireo           | Míchel González           | Estadio Georgios Karaiskakis              | 32.115 | Puma         | Pame Stoihima          |
| Panathinaikos                                | Atenas             | Fabriciano González       | Estadio Olímpico de Atenas "Spyros Louis" | 69.618 | Adidas       | OPAP                   |
| Panionios                                    | Nea Smyrni, Atenas | Dimitrios Eleftheropoulos | Estadio Nea Smyrni                        | 11.700 | Tempo Sport  | Tzoker                 |
| Panthrakikos                                 | Komotini           | Pavlos Dermitzakis        | Estadio Komotini                          | 6.198  | Joma         | Lotto                  |
| PAOK                                         | Salónica           | Giorgos Donis             | Estadio La Tumba                          | 28.703 | Umbro        | Pame Stoixima          |
| PAS Giannina                                 | Ioannina           | Giannis Christopoulos     | Estadio Zosimades                         | 7.652  | Lotto        | Tzoker                 |
| Platanias                                    | Platanias          | Angelos Anastasiadis      | Estadio Municipal Perivolia               | 4.000  | Macron       | Tzoker                 |
| Skoda Xanthi                                 | Xanthi             | Marinos Ouzounidis        | Skoda Xanthi Arena                        | 7.361  | Nike         | Super 3                |
| Veria                                        | Véria              | Dimitris Kalaitzidis      | Estadio Veria                             | 7.000  | Hummel       | Lotto                  |
| Datos actualizados al 15 de febrero de 2013. |                    |                           |                                           |        |              |                        |

## Equipos porregión
| Región         | N.º | Equipos                                                                  |
| -------------- | --- | ------------------------------------------------------------------------ |
| Grecia Central | 6   | AEK Atenas, Levadiakos, Olympiacos, Panathinaikos, Panionios y Atromitos |
| Macedonia      | 3   | Aris Salónica, PAOK y Veria                                              |
| Tracia         | 2   | Skoda Xanthi y Panthrakikos                                              |
| Creta          | 2   | OFI y Platanias                                                          |
| Peloponeso     | 1   | Asteras Tripolis                                                         |
| Epiro          | 1   | PAS Giannina                                                             |
| Islas Jónicas  | 1   | Kerkyra                                                                  |

## Tabla de posiciones
| Pos. | Equipo          | Pts. | PJ | G  | E  | P  | GF | GC | Dif. | Clasificación o descenso                           |
| ---- | --------------- | ---- | -- | -- | -- | -- | -- | -- | ---- | -------------------------------------------------- |
| 1    | Olympiacos (C)  | 77   | 30 | 24 | 5  | 1  | 64 | 16 | +48  | Campeón y clasificado a Liga de Campeones 2013-14. |
| 2    | PAOK Salónica   | 62   | 30 | 18 | 8  | 4  | 46 | 19 | +27  | Clasificado a Playoffs.                            |
| 3    | Asteras Tripoli | 56   | 30 | 17 | 5  | 8  | 41 | 25 | +16  | Clasificado a Playoffs.                            |
| 4    | Atromitos       | 46   | 30 | 11 | 13 | 6  | 26 | 22 | +4   | Clasificado a Playoffs.                            |
| 5    | PAS Giannina    | 44   | 30 | 12 | 8  | 10 | 28 | 24 | +4   | Clasificado a Playoffs.                            |
| 6    | Panathinaikos   | 40   | 30 | 10 | 12 | 8  | 32 | 30 | +2   |                                                    |
| 7    | Skoda Xanthi    | 40   | 30 | 10 | 10 | 10 | 28 | 26 | +2   | Clasificado a UEFA Europa League 2013-14           |
| 8    | Panionios       | 36   | 30 | 11 | 3  | 16 | 35 | 42 | −7   |                                                    |
| 9    | Platanias       | 36   | 30 | 10 | 6  | 14 | 29 | 42 | −13  |                                                    |
| 10   | Panthrakikos    | 36   | 30 | 10 | 6  | 14 | 30 | 33 | −3   |                                                    |
| 11   | Levadiakos      | 34   | 30 | 9  | 7  | 14 | 21 | 35 | −14  |                                                    |
| 12   | Veria           | 33   | 30 | 8  | 9  | 13 | 30 | 35 | −5   |                                                    |
| 13   | Aris Salónica   | 33   | 30 | 7  | 12 | 11 | 32 | 40 | −8   |                                                    |
| 14   | OFI Creta       | 32   | 30 | 8  | 8  | 14 | 33 | 46 | −13  |                                                    |
| 15   | AEK Atenas      | 27   | 30 | 8  | 6  | 16 | 21 | 36 | −15  | Descenso a Gamma Ethniki 2013-14                   |
| 16   | Kerkyra         | 20   | 30 | 4  | 8  | 18 | 16 | 41 | −25  | Descenso a Gamma Ethniki 2013-14                   |

 Fuente: Super League Greece
Criterios de clasificación: 1) Puntos; 2) puntos entre sí; 3) diferencia de goles.
Notas:
1. ↑  Al AEK Atenas se les dedujeron 3 puntos debido a la severa violencia de la multitud durante su partido en casa contra Panthrakikos este año. También fueron relegados voluntariamente a la tercera división para ingresar al proceso de liquidación y eliminar una gran cantidad de deudas con el club.

### Resultados
| Local \ Visitante | AEK | ARI | AST | ATR | KER | LEV | OFI | OLY | PAT | PIO | PTH | PAOK | PAS | PLA | XAN | VER |
| ----------------- | --- | --- | --- | --- | --- | --- | --- | --- | --- | --- | --- | ---- | --- | --- | --- | --- |
| AEK Atenas        |     | 1–1 | 0–1 | 1–1 | 1–1 | 0–1 | 2–1 | 0–4 | 0–2 | 1–0 | 0–1 | 0–0  | 2–1 | 1–0 | 1–0 | 2–1 |
| Aris              | 1–1 |     | 5–1 | 1–1 | 1–0 | 4–0 | 0–0 | 2–2 | 1–0 | 2–1 | 0–0 | 2–2  | 1–2 | 0–2 | 0–0 | 2–1 |
| Asteras Tripoli   | 3–1 | 1–1 |     | 3–0 | 3–0 | 1–0 | 2–1 | 0–1 | 2–2 | 2–1 | 1–0 | 1–0  | 2–0 | 2–1 | 0–1 | 3–0 |
| Atromitos         | 1–0 | 0–1 | 0–2 |     | 2–0 | 0–0 | 3–2 | 0–1 | 1–2 | 1–0 | 2–1 | 1–0  | 0–0 | 1–0 | 1–0 | 0–0 |
| Kerkyra           | 0–1 | 2–2 | 0–1 | 0–2 |     | 1–2 | 2–1 | 0–1 | 0–0 | 2–1 | 0–2 | 0–0  | 0–2 | 2–1 | 1–1 | 1–1 |
| Levadiakos        | 0–0 | 2–1 | 0–0 | 0–0 | 2–0 |     | 1–1 | 0–1 | 0–1 | 3–0 | 0–3 | 0–1  | 1–1 | 1–0 | 1–4 | 0–0 |
| OFI Creta         | 2–1 | 2–0 | 2–0 | 2–2 | 2–0 | 0–2 |     | 0–4 | 2–2 | 2–1 | 1–1 | 1–1  | 2–1 | 1–3 | 0–0 | 2–0 |
| Olympiacos        | 3–0 | 2–1 | 1–0 | 2–3 | 2–0 | 4–0 | 2–0 |     | 1–1 | 2–1 | 4–1 | 0–0  | 2–0 | 2–1 | 4–0 | 3–0 |
| Panathinaikos     | 1–0 | 1–1 | 0–0 | 1–1 | 1–0 | 1–2 | 3–1 | 2–2 |     | 0–0 | 1–1 | 2–0  | 1–1 | 0–1 | 0–1 | 3–2 |
| Panionios         | 1–0 | 1–0 | 2–1 | 1–0 | 0–1 | 2–1 | 2–1 | 1–2 | 1–2 |     | 2–0 | 1–2  | 0–1 | 4–0 | 3–3 | 1–1 |
| Panthrakikos      | 1–0 | 4–0 | 1–0 | 0–1 | 2–1 | 3–0 | 3–1 | 0–1 | 1–0 | 1–2 |     | 1–4  | 0–3 | 1–1 | 0–2 | 0–1 |
| PAOK              | 1–0 | 4–1 | 2–1 | 0–0 | 3–1 | 1–0 | 3–1 | 1–1 | 2–0 | 4–2 | 1–0 |      | 2–0 | 2–0 | 0–1 | 2–0 |
| PAS Giannina      | 2–0 | 2–0 | 1–2 | 0–0 | 1–0 | 1–0 | 1–0 | 1–2 | 0–0 | 1–2 | 0–0 | 1–3  |     | 0–0 | 1–0 | 2–0 |
| Platanias         | 2–1 | 2–0 | 0–3 | 0–0 | 1–1 | 2–0 | 1–2 | 0–4 | 2–1 | 2–1 | 2–0 | 1–2  | 1–1 |     | 3–2 | 0–0 |
| Skoda Xanthi      | 1–0 | 0–0 | 1–1 | 0–0 | 0–0 | 1–0 | 3–0 | 0–2 | 1–2 | 4–0 | 0–0 | 0–3  | 0–1 | 2–0 |     | 0–2 |
| Veria             | 0–4 | 3–1 | 1–2 | 2–2 | 2–0 | 1–2 | 0–0 | 1–2 | 3–0 | 0–1 | 2–0 | 0–0  | 1–0 | 5–0 | 0–0 |     |

## Playoffs
El quinto equipo en la clasificación general de la temporada regular inicia los playoffs con 0 puntos. Los otros equipos se les asigna el número de puntos correspondientes a la diferencia de puntos entre ellos y el club quinto clasificado, dividido entre 5 y redondeado al número entero más próximo. PAOK comenzó los playoffs con 4 puntos ( 62-44 / 5 = 3,6 redondeado a 4) y Asteras Tripolis con 2 puntos.
| Pos. | Equipo          | Pts. | PJ | G | E | P | GF | GC | Dif. | Clasificación                                                     |  | PAOK | ATR | AST | PAS |
| ---- | --------------- | ---- | -- | - | - | - | -- | -- | ---- | ----------------------------------------------------------------- |  | ---- | --- | --- | --- |
| 2    | PAOK Salónica   | 13   | 6  | 3 | 0 | 3 | 7  | 7  | 0    | Tercera ronda clasificatoria Liga de Campeones de la UEFA 2013-14 |  |      | 1–2 | 1–0 | 0–1 |
| 3    | Atromitos       | 11   | 6  | 3 | 2 | 1 | 8  | 5  | +3   | Clasificado a Liga Europea de la UEFA 2013-14.                    |  | 2–1  |     | 0–0 | 2–0 |
| 4    | Asteras Tripoli | 9    | 6  | 2 | 1 | 3 | 6  | 7  | −1   | Tercera ronda clasificatoria Liga Europea de la UEFA 2013-14      |  | 1–2  | 2–1 |     | 2–1 |
| 5    | PAS Giannina    | 7    | 6  | 2 | 1 | 3 | 6  | 8  | −2   |                                                                   |  | 1–2  | 1–1 | 2–1 |     |

 Fuente: Βαθμολογία Playoffs ΟΠΑΠ and Super League Greece (en griego)
Criterios de clasificación: 1) Puntos; 2) puntos entre sí; 3) diferencia de goles; 4) clasificación en etapa regular

## Máximos Goleadores
Detalle con los máximos goleadores de la Super Liga de Grecia, de acuerdo con los datos oficiales de la Federación Helénica de Fútbol:
- Datos según la página oficial de la competición.

| Pos. | Jugador               | Equipo           | Goles |
| ---- | --------------------- | ---------------- | ----- |
| 1°   | Rafik Djebbour        | Olympiacos       | 20    |
| 2°   | Stefanos Athanasiadis | PAOK             | 14    |
| 3°   | Kostas Mitroglou      | Olympiacos       | 11    |
| 3°   | Dimitris Papadopoulos | Panthrakikos     | 11    |
| 3°   | Dimitris Salpingidis  | PAOK             | 11    |
| 4°   | David Aganzo          | Aris FC          | 9     |
| 4°   | Brana Ilić            | PAS Giannina     | 9     |
| 4°   | Emanuel Perrone       | Asteras Tripolis | 9     |
| 4°   | Toché                 | Panathinaikos    | 9     |